# Susanne George
Susanne George (* 1963) ist eine deutsche Verlagslektorin und Übersetzerin. 

## Leben
Susanne George studierte Niederlandistik und Germanistik an der Universität Köln. Anschließend war sie als freie Übersetzerin und
Lektorin tätig. Seit 1995 arbeitet sie hauptberuflich als Verlagslektorin für Sachbücher, Kinder- und Jugendliteratur. Sie lebt in Köln. - Susanne George übersetzte literarische Prosa, Theaterstücke und Sachbücher aus dem Niederländischen ins Deutsche. 

## Herausgeberschaft
- Rosine De Dijn: Antwerpen, Mechelen und Lier, Bergisch Gladbach 1992
- Jürgen Bertram: Mein Australien, Köln 2000
- Joachim Hutt: Rezepte aus der Bibel, Köln 2000
- John Downer: Fantastisches Tierreich, Köln 2002 (herausgegeben zusammen mit Petra Flocke)
- Frieder Scheiffele: Marienhof, Köln 2002
- Ludwig Schubert: Majesty, Köln 2002 (herausgegeben zusammen mit Katharina Tilemann)
- Tim Haines: Die Erben der Saurier, Rheda-Wiedenbrück [u. a.] 2002
- Findet Nemo, Köln 2003
- Bernd das Brot – mein Leben ist die Hölle!, Köln 2004
- Wildes Down Under, Köln 2004
- So schmeckt das Leben!, Köln 2006
- Ratatouille, Köln
  - Willkommen in Remys Welt, 2007
- Stromberg, Köln
  - 1 (2007)
  - 2 (2007)
- Eva Eppard: Das Kochbuch der vergessenen Genüsse, Köln 2009 (herausgegeben zusammen mit Yvonne Tiedt)
- Lieblingsrezepte aus Kindheitstagen, Köln 2010
- Martina Meuth: So schmeckt's bei uns, Köln 2010 (herausgegeben zusammen mit Cindy Witt)
- Martina Meuth: Neues aus unserer Küche, Köln 2011 (herausgegeben zusammen mit Cindy Witt)
- Morgen, Kinder, wird’s was geben, Köln 2011

## Übersetzungen
- Cor Anneese: Wege aus der Phobie, Frankfurt am Main 1995
- Herman D. Baars: Das geschenkte Gehirn, Küsnacht 1996
- Hans Berghuis: Nichts so sehr als Mensch, Eichstätt 1992
- Louis Paul Boon: Blaubärtchen im Wunderland, Aachen 1994
- Rosine De Dijn: Belgien, Eupen 1988 (übersetzt zusammen mit Nicole Dendooven)
- Bruno Ernst: Abenteuer mit unmöglichen Figuren, Berlin 1987
- Maurits C. Escher: Graphik und Zeichnungen, Hong Kong [u. a.] 2008
- Jaap Huibers: Blutarmut, Freiburg im Breisgau 1989
- Egbert Koopmans: Zoos, Luzern 1996
- Tim Krabbé: Drei auf dem Eis, Leipzig 2005
- Tim Krabbé: Das goldene Ei, Köln 1992
- Tim Krabbé: Die Grotte, München 1999
- Tim Krabbé: Kathys Tochter, Leipzig 2004
- Tim Krabbé: Das Rennen, Stuttgart 2006
- Tim Krabbé: Verspätung, München 1998 (übersetzt zusammen mit Ludger Jorißen)
- Moniek Merkx: Das Blau, Frankfurt am Main 1998
- Walter Nikkels: Ränder, Rahmen, Reutlingen 2008
- René Pullens: Puppen, Luzern 1995
- Joanna Salajan: Bach-Blütentherapie, Freiburg im Breisgau 1989
- Heleen Verburg: Aschenputtel, Frankfurt am Main 1999
- Heleen Verburg: Blaues Blut, Frankfurt am Main 2000
- Heleen Verburg: Das Maschinenhaus, Frankfurt am Main 2001
- John Vermeulen: Die Elster auf dem Galgen, Berlin 1994
- Elly de Vries: Frau sucht Mann, München 1994